# Тадеуш Єдинак
Тадеуш Єдинак (пол. Tadeusz Jedynak, нар. 4 квітня 1919, Львів — пом. 23 січня 1987 Варшава) — польський футболіст, по завершенні кар'єри військовий, льотчик, з 1961 року бригадний генерал Війська Польського. Нагороджений, серед інших Командорським хрестом (1964), офіцерським та лицарським хрестом ордена Відродження Польщі.
Був співробітником військової розвідки, заступником начальника Другого управління Генерального штабу Війська Польського (1955—1965), в 1965 році він був керівником Другого управління Генерального штабу.

## Біографія
Вихованець футбольного клубу «Погонь» (Львів), за який у 1937—1939 роках провів п'ятнадцять матчів та забив три голи.
У вересні 1939 року після окупації Львова радянськими солдатами, «Погонь» припинив свою діяльність, і Єдинак почав виступати за львівський «Спартак».
Наприкінці 1940 року разом із Міхалом Матіясом та Олександром Скоценем Тадуеша було переведено до київського «Динамо». Однак через відсутність ігрової практики тренеру киян Михайлові Бутусову не приглянувся, не зігравши жодного матчу за першу команду.
Влітку 1941 року вступив до лав Червоної Армії, а в 1944 році за наполяганням генерала Кароля Сверчевського перейшов до Війська Польського.
Вивчивчись на льотчика, у грудні 1946-го Єдинак став офіцером, а потім до 1967 року працював на різних військових посадах і в Міністерстві оборони. Службу Єдинак завершив у ранзі генерала Війська Польського. З грудня 1967 року у відставці.
24 січня 1987 року помер у Варшаві. Похорон Тадеуша Єдинака відбувся 30 січня 1987 року на військовому кладовищі Повонзки у Варшаві (kwatera B 4 rz. 7 m. 11). Міністерство національної оборони представляв заступник міністра оборони, головний інспектор територіальної оборони генерал Тадеуш Тучапський .